# Калинівське (Великомихайлівська сільська громада)
Кали́нівське — село в Україні, у Синельниківському районі Дніпропетровської області. Входить до складу Великомихайлівської сільської громади. Населення становить 0 осіб.

## Географія
Село Калинівське знаходиться на відстані 1,5 км від села Новомиколаївка. По селу протікає пересихаючий струмок з загатами.

## Історія
- 1922 — дата заснування.
- До 2016 року орган місцевого самоврядування — Березівська сільська рада.
- 12 червня 2020 року, відповідно до розпорядження Кабінету Міністрів України № 709-р від «Про визначення адміністративних центрів та затвердження територій територіальних громад Дніпропетровської області», увійшло до складу Великомихайлівської сільської громади[1].
- 19 липня 2020 року, в результаті адміністративно-територіальної реформи та ліквідації Покровського району, село увійшло до складу новоутвореного Синельниківського району[2].

## Населення

### Мова
Розподіл населення за рідною мовою за даними перепису 2001 року:
| Мова       | Кількість | Відсоток |
| ---------- | --------- | -------- |
| українська | 252       | 97.3%    |
| російська  | 7         | 2.7%     |
| Усього     | 259       | 100%     |

## Економіка
- Молочно-товарна ферма.